# Lenaert Jansz de Graeff
Lenaert Jansz de Graeff (Amsterdam, 1530/1535 - in ballingschap vóór 1578) was een Amsterdamse ijzerhandelaar, een voorstander van de hervormingspartij en een vriend van Hendrik van Brederode.

## Biografie
De Graeff werd in Huis de Keyser aan het Damrak geboren. Hij behoorde tot het geslacht De Graeff. Zijn vader Jan Pietersz Graeff was schepen en vroedschap en een van de rijkste handelaars in de stad, die ook in Antwerpen handel dreef. Zijn moeder was Stein Braseman. De Graeff had samen met zijn broer Dirck een ijzerhandel in het Huis de Keyser. Zijn eerste vrouw was Griet Jansdr Duivens, zijn tweede Griet Hendriksdr Rooclaas. Uit zijn tweede huwelijk liet hij twee dochters en één zoon na. 
De Graeff behoorde samen met zijn broers Dirck en Jacob tot de "70 aanzienlijke en vermogende Amsterdammers". Deze groep schreef in 1564 aan de landvoogdes Margaretha van Parma een beklag over de misbruiken in de samenstelling en het bestuur van de regering en de rechtspraak van Amsterdam. In 1567 was De Graeff een van de tegenstanders van het voornemen om Charles de Brimeu, graaf van Megen, samen met zijn troepen in de stad te laten. Lenaert was een voorstander van de hervormingspartij, en steunde samen met een groot deel van de burgerij, de benoeming van Hendrik van Brederode tot kapitein-generaal van Amsterdam. Op 25 februari 1567 werd over een verdrag in zijn huis de Keyser onderhandeld tussen de Spaans gezinde Wethouderschap en de burgerij. De Graeff werd Brederodes adjudant. In april van dit jaar werd Brederode afgezet. De Spaanse veldheer Philip de Noircarmes bracht een groot garnizoen naar Amsterdam. De Graeff werd uit zijn post ontslagen. In augustus, bij de komst van Alva, verliet hij samen met zijn tweede echtgenote Griet Hendriksdr Rooclaas Amsterdam. Hij werd samen met Adriaen Pauw, Pieter Schaep en Dirk Quiting voor de Raad van Beroerten gedaagd. Zijn have en goed schijnt hij, volgens een familieoverlevering, naar Brugge verscheept te hebben. In december 1567 zou hij samen met andere uitgewekenen van Brugge naar Engeland zijn vertrokken.
Lenaert Jansz de Graeff stierf in ballingschap vóór het jaar 1578.